# Million Dollar Championship
Le Million Dollar Championship est un championnat non officiel de catch actuellement utilisé à la fédération World Wrestling Entertainment.
Créé pour le catcheur Ted DiBiase (conformément à son personnage de milliardaire vantard) en 1989, le titre a disparu en 1992 après que DiBiase a commencé son premier règne. Il sera réactivé quand DiBiase le donnera de façon honorifique au Ringmaster, qui l'abandonnera de nouveau.
Lors du RAW du 5 avril 2010, Ted DiBiase, Jr., fils de DiBiase, réactive le titre en annonçant que son père le lui a légué. La ceinture était portée par Goldust, qui avait volé le titre, mais officiellement, DiBiase restait le tenant du titre. Dibiase Sr récupéra la ceinture, détenue par Goldust pour son fils, mais ce dernier refusa le titre.
Le 3 juin 2021, le titre fait son retour du côté de la NXT. Lors de NXT TakeOver In Your House, LA Knight remporta le titre (renfermé dans une mallette en verre) dans un Ladder Match contre Cameron Grimes.

## Historique des règnes
| # | Catcheur                  | Règne | Date             | Nombre de jours | Lieu                 | Événement                    | Notes | Réf   |
| - | ------------------------- | ----- | ---------------- | --------------- | -------------------- | ---------------------------- | --- | ----- |
| 1 | Ted DiBiase               | 1     | 15 février 1989  | 922 jours       | Binghamton, New York | Superstars of Wrestling      | Ted DiBiase crée le titre et apparaît avec pour la première fois le 15 février 1989 lors du Brother Love Show.                                                | [ 1 ] |
| 2 | Virgil                    | 1     | 26 août 1991     | 77 jours        | New York             | SummerSlam 1991              | Virgil a battu Ted DiBiase, après avoir gagné d'abord par disqualification donc le titre reste à Ted DiBiase mais l'arbitre a décidé de recommencer le match. | [ 2 ] |
| 3 | Ted DiBiase               | 2     | 11 novembre 1991 | 88 jours        | Utica, New York      | Survivor Series Showdown     | Diffusé le 24 novembre 1991. | [ 3 ] |
| — | Désactivé                 | —     | 7 février 1992   | —               | Denver, Colorado     | —                            | Ted DiBiase abandonne le titre après avoir remporté le WWE World Tag Team Championship avec Irwin R. Schyster.                                                | [ 4 ] |
| 4 | 'Ringmaster' Steve Austin | 1     | 18 décembre 1995 | 152 jours       | Newark, Delaware     | Raw                          | Réactivé quand Ted DiBiase lui donne le titre lors du Brother Love Show le 8 janvier 1996 à RAW.                                                              | [ 6 ] |
| — | Désactivé                 | —     | 28 mai 1996      | —               | —                    | Raw                          | Austin abandonne le titre à la suite du départ de Ted DiBiase de la WWF.                                                                                      | [ 6 ] |
| 5 | Ted DiBiase (Jr.)         | 1     | 5 avril 2010     | 224 jours       | Moline, Illinois     | Raw                          | Ted DiBiase (Jr.) réactive le titre en annonçant que son père le lui a légué.                                                                                 | [ 7 ] |
| — | Désactivé                 | —     | 15 novembre 2010 | —               | —                    | Raw                          | Ted DiBiase Sr récupère la ceinture des mains de Goldust et veut la rendre à son fils mais celui-ci la refuse.                                                | [ 8 ] |
| 6 | LA Knight                 | 1     | 13 juin 2021     | 70 jours        | Orlando, Floride     | NXT Takeover : In Your House | Le 3 juin 2021 à NXT, Ted Dibiase annonce le retour du titre qui sera mit en jeu lors d'un ladder match opposant LA Knight à Cameron Grimes à In Your House.  | [ 9 ] |
| 7 | Cameron Grimes            | 1     | 22 août 2021     | 1 jour          |                      |                              | |       |
| 8 | Désactivé                 | —     | 23 août 2021     | —               | —                    | NXT 2.0                      | Cameron Grimes a cédé le titre à Ted DiBiase. |       |

### Liste des règnes combinés
| Rang | Catcheur                  | Nombre de règnes | Jours combinés |
| ---- | ------------------------- | ---------------- | -------------- |
| 1.   | Ted DiBiase               | 2                | 1 010 jours    |
| 2.   | Ted DiBiase (Jr.)         | 1                | 224 jours      |
| 3.   | 'Ringmaster' Steve Austin | 1                | 152 jours      |
| 4.   | Virgil                    | 1                | 77 jours       |
| 5.   | LA Knight                 | 1                | 70 jours       |
| 6.   | Cameron Grimes            | 1                | 1 jour         |